# Матоака (Західна Вірджинія)
Матоака (англ. Matoaka) — місто (англ. town) в США, в окрузі Мерсер штату Західна Вірджинія. Населення — 173 особи (2020).

## Географія
Матоака розташована за координатами 37°25′6″ пн. ш. 81°14′30″ зх. д. / 37.41833° пн. ш. 81.24167° зх. д. (37.418200, -81.241802).  За даними Бюро перепису населення США в 2010 році місто мало площу 0,68 км², уся площа — суходіл.

## Демографія
Згідно з переписом 2010 року, у місті мешкало 227 осіб у 87 домогосподарствах у складі 60 родин. Густота населення становила 333 особи/км².  Було 145 помешкань (212/км²).
Расовий склад населення:
| - 98,7 % — білих - 0,9 % — азіатів - 0,4 % — чорних або афроамериканців |

До двох чи більше рас належало 0,0 %. Частка іспаномовних становила 0,0 % від усіх жителів.
За віковим діапазоном населення розподілялося таким чином: 26,4 % — особи молодші 18 років, 54,7 % — особи у віці 18—64 років, 18,9 % — особи у віці 65 років та старші. Медіана віку мешканця становила 40,2 року. На 100 осіб жіночої статі у місті припадало 100,9 чоловіків;  на 100 жінок у віці від 18 років та старших — 96,5 чоловіків також старших 18 років.
Середній дохід на одне домашнє господарство  становив 29 262 долари США (медіана — 26 875), а середній дохід на одну сім'ю — 33 969 доларів (медіана — 40 313). За межею бідності перебувало 35,4 % осіб, у тому числі 47,1 % дітей у віці до 18 років та 8,9 % осіб у віці 65 років та старших.
Цивільне працевлаштоване населення становило 60 осіб. Основні галузі зайнятості: освіта, охорона здоров'я та соціальна допомога — 38,3 %, роздрібна торгівля — 23,3 %, будівництво — 18,3 %.